# فلوريد الكوبالت الثنائي
 فلوريد الكوبالت الثنائي  مركب كيميائي له الصيغة CoF2 ، ويكون على شكل بلورات زهرية اللون.

## الخواص
- مركب فلوريد الكوبالت الثنائي ضعيف الانحلال في الماء، لكنه يشكل ثنائي وثلاثي ورباعي هيدرات.
- ينحل فلوريد الكوبالت الثنائي في الأحماض المعدنية.

## التحضير
يحضر فلوريد الكوبالت الثمائي من تفاعل كلوريد الكوبالت الثنائي اللامائي أو أكسيد الكوبالت الثنائي مع غاز فلوريد الهيدروجين
CoCl2 + 2HF → CoF2 + 2HCl
CoO + 2HF → CoF2 + 2H2 O
يحضر رباعي هيدرات فلوريد الكوبالت الثنائي من حل هيدروكسيد الكوبالت الثنائي في حمض هيدروفلوريك.
كما ينتج من تعريض فلوريد الكوبالت الثلاثي إلى درجات حرارة مرتفعة فوق 600°س.
2CoF3 → 2CoF2 + F2

## الاستخدامات
- يستخدم في مجال البصريات حيث يعمد إلى تحسين النوعية.

## السلامة
مركبات الفلوريد سامة ولها تأثير سلبي على الصحة في حال وجودها بتراكيز مرتفعة. تبلغ الجرعة المميتة للنصف LD50 لهذا المركب 150 مغ لكل 1 كغ وذلك بالنسبة للفئران في حال التناول عن طريق فموي.